# Гереннія Етрусцилла
Гереннія Купрессенія Етрусцилла (лат. Herennia Cupressenia Etruscilla) — дружина римського імператора Деція. Мати імператорів Гереннія Етруска та Гостіліана. Носила титул августи в 249 — 251 роках. Після смерті її чоловіка та обох синів, доля Гереннії Еструцилли невідома.

## Життєпис
Походила із заможного етруського роду. Про її молоді роки мало відомо. Ймовірно, ще до 230 року одружилися з Децієм. Супроводжувала чоловіка у всіх місцях служби. У 249 році після перемоги над Філіппом Арабом новим імператором став саме чоловік Геренії Еструсцилли. Того ж року він надав їй титул Августи. А в 251 році Децій зробив своїм співправителем їхнього старшого сина, Гереннія Етруска.
Після загибелі її чоловіка та сина в 251 році у битві при Абриті, одним з двох нових імператорів став 13-річний син Гереннії, Гостіліан. Втім у листопаді він помер під час так званої чуми Кипріяна. Після цього їм'я Гереннії більше не згадується в давньоримських джерелах.

## Родина
Чоловік — імператор Децій
Діти:
- Геренній Етруск (227 — 251)
- Гостіліан (230 — 251)